# Sikorsky-Boeing SB-1 Defiant
El Sikorsky–Boeing SB-1 Defiant (acortado como  "SB>1") es la propuesta de Sikorsky Aircraft y Boeing para el programa Future Vertical Lift del Ejército de los Estados Unidos, como sucesor de la iniciativa Joint Multi-Role. Es un girodino de rotores coaxiales, propulsado por dos Lycoming T55s. Su primer vuelo ha tenido lugar el 21 de marzo de 2019 en las instalaciones de Sikorsky en West Palm Beach, Florida.

## Diseño
El diseño tendrá una velocidad de crucero de 460 km/h, pero un menor rango a causa de utilizar el "antiguo" motor T55. Un nuevo motor, la futura turbina afordable (FATE), conseguirá el rango necesario requerido 229 nmi (424,1 km). Comparado con helicópteros convencionales, los rotores coaxiales y la hélice tractora ofrecen un incremento de velocidad de 185 km/h, un 60% más de radio de combate, y un desenlace un 50% mejor en zonas altas y calientes.
Sikorsky Aircraft ha dicho que el diseño X2 no está diseñado para grandes cargas, y sugiere para esa tarea el CH-53K, que es un helicóptero pesado y no un convertiplano.